# Bodyguard (film 1948)
Bodyguard – amerykański czarno-biały film kryminalny 1948 roku.

## Fabuła
Były policjant Michael Carter, zwolniony ze służby za niesubordynację, podejmuje pracę jako ochroniarz właścicielki zakładu mięsnego Gene Dysen. Trafia na ślad niejasnych okoliczności śmierci inspektora mięsnego w zakładzie. Wkrótce zostaje zamordowany jego były przełożony z wydziału zabójstw, z którym Mike był skłócony, i przez którego stracił pracę. Podejrzenie pada od razu na niego. 

## Obsada
- Lawrence Tierney - Michael C. 'Mike' Carter
- Priscilla Lane - Doris Brewster
- Phillip Reed - Freddie Dysen
- June Clayworth - Connie Fenton
- Elisabeth Risdon - Gene Dysen
- Steve Brodie - Fenton
- Frank Fenton - Lieutenant Borden
- Charles Cane - Capt. Wayne